# Волпоул (переписна місцевість, Массачусетс)
Волпоул (англ. Walpole) — переписна місцевість (CDP) в США, в окрузі Норфолк штату Массачусетс. Населення — 6119 осіб (2020).

## Географія
Волпоул розташований за координатами 42°8′2″ пн. ш. 71°14′25″ зх. д. / 42.13389° пн. ш. 71.24028° зх. д. (42.133860, -71.240298).  За даними Бюро перепису населення США в 2010 році переписна місцевість мала площу 7,56 км², з яких 7,27 км² — суходіл та 0,29 км² — водойми.

## Демографія
Згідно з переписом 2010 року, у переписній місцевості мешкало 5918 осіб у 2457 домогосподарствах у складі 1579 родин. Густота населення становила 783 особи/км².  Було 2587 помешкань (342/км²).
Расовий склад населення:
| - 93,8 % — білих - 3,1 % — азіатів - 1,5 % — чорних або афроамериканців - 0,1 % — корінних американців |

До двох чи більше рас належало 0,9 %. Частка іспаномовних становила 2,0 % від усіх жителів.
За віковим діапазоном населення розподілялося таким чином: 22,6 % — особи молодші 18 років, 59,1 % — особи у віці 18—64 років, 18,3 % — особи у віці 65 років та старші. Медіана віку мешканця становила 44,1 року. На 100 осіб жіночої статі у переписній місцевості припадало 92,5 чоловіків;  на 100 жінок у віці від 18 років та старших — 87,7 чоловіків також старших 18 років.
Середній дохід на одне домашнє господарство  становив 95 929 доларів США (медіана — 79 615), а середній дохід на одну сім'ю — 122 725 доларів (медіана — 107 136). Медіана доходів становила 85 328 доларів для чоловіків та 58 148 доларів для жінок. За межею бідності перебувало 1,1 % осіб, у тому числі 0,0 % дітей у віці до 18 років та 1,5 % осіб у віці 65 років та старших.
Цивільне працевлаштоване населення становило 3125 осіб. Основні галузі зайнятості: освіта, охорона здоров'я та соціальна допомога — 32,3 %, фінанси, страхування та нерухомість — 13,3 %, науковці, спеціалісти, менеджери — 12,4 %.